# Wim van der Gijp
Wim van der Gijp (Dordrecht, 23 ottobre 1928 – Dordrecht, 19 marzo 2005) è stato un calciatore olandese, di ruolo attaccante.
Anche il figlio René e i fratelli Janus, Frederick e Cor sono stati calciatori.

## Carriera

### Club
Ha giocato nella massima serie olandese con lo Sparta Rotterdam.

### Nazionale
Ha giocato la sua unica partita con la nazionale olandese nel 1954.